# جائزة إسبانيا الكبرى للدراجات النارية 1999
جائزة إسبانيا الكبرى للدراجات النارية 1999 هو سباق دراجات نارية أقيم بتاريخ 9 مايو 1999 في حلبة خيريز، شريش. كان الجولة الثالثة من أصل 16 في سباق الجائزة الكبرى للدراجات النارية موسم 1999. فاز الإسباني أليكس كريفيل بالمركز الأول في فئة 500 سي سي وجاء بعده الإيطالي ماكس بياجي ثم الإسباني سيت جيبيرنو.

## وصلات خارجية
- الموقع الرسمي